# 埃尔普河畔圣伊莱尔
埃尔普河畔圣伊莱尔（法語：Saint-Hilaire-sur-Helpe，法語發音：[sɛ̃.t‿ilɛʁ syʁ ɛlp]）是法国上法蘭西大區北部省的一个市镇，属于埃尔普河畔阿韦讷区。

## 地理
埃尔普河畔圣伊莱尔（50°7'54"N, 3°54'13"E）面积15.41 平方千米，位于法国上法蘭西大區北部省，该省份为法国最北部的省份及最长的省份，西北濒北海，西接加来海峡省，南至埃纳省和索姆省，东与比利时接壤。
与埃尔普河畔圣伊莱尔接壤的市镇（或旧市镇、城区）包括：圣欧班、埃尔普河畔阿韦讷、巴略、卡尔蒂尼、埃尔普河畔栋皮埃尔、欧略、珀蒂费、圣雷米绍塞。

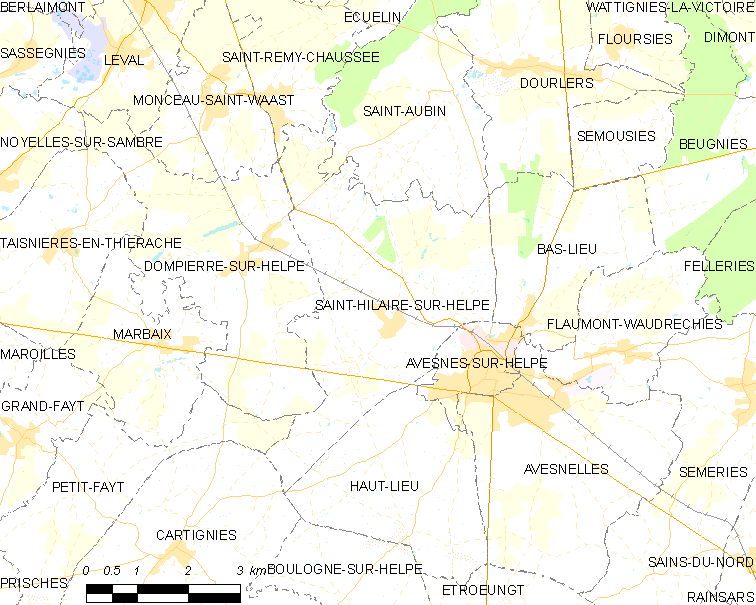
埃尔普河畔圣伊莱尔的OSM定位图

埃尔普河畔圣伊莱尔的时区为UTC+01:00、UTC+02:00（夏令时）。

## 行政
埃尔普河畔圣伊莱尔的邮政编码为59440，INSEE市镇编码为59534。

## 政治
埃尔普河畔圣伊莱尔所属的省级选区为埃尔普河畔阿韦讷县。

## 人口

1962-2008年间埃尔普河畔圣伊莱尔人口变化图示

埃尔普河畔圣伊莱尔于2022年1月1日时的人口数量为767人。